# Воллінгфорд (Коннектикут)
Воллінгфорд (англ. Wallingford) — місто (англ. town) в США, в окрузі Нью-Гейвен штату Коннектикут. Населення — 44 396 осіб (2020).

## Демографія
Згідно з переписом 2010 року, у місті мешкало 45 135 осіб у 18 032 домогосподарствах у складі 11 923 родин. Було 18945 помешкань
Расовий склад населення:
| - 91,0 % — білих - 3,4 % — азіатів - 1,4 % — чорних або афроамериканців - 0,2 % — корінних американців - 2,5 % — осіб інших рас |

До двох чи більше рас належало 1,4 %. Частка іспаномовних становила 7,9 % від усіх жителів.
За віковим діапазоном населення розподілялося таким чином: 21,0 % — особи молодші 18 років, 62,5 % — особи у віці 18—64 років, 16,5 % — особи у віці 65 років та старші. Медіана віку мешканця становила 42,9 року. На 100 осіб жіночої статі у місті припадало 93,1 чоловіків;  на 100 жінок у віці від 18 років та старших — 90,8 чоловіків також старших 18 років.
Середній дохід на одне домашнє господарство  становив 93 878 доларів США (медіана — 77 128), а середній дохід на одну сім'ю — 113 225 доларів (медіана — 100 455). Медіана доходів становила 65 895 доларів для чоловіків та 50 297 доларів для жінок. За межею бідності перебувало 4,2 % осіб, у тому числі 5,7 % дітей у віці до 18 років та 4,8 % осіб у віці 65 років та старших.
Цивільне працевлаштоване населення становило 24 666 осіб. Основні галузі зайнятості: освіта, охорона здоров'я та соціальна допомога — 28,4 %, науковці, спеціалісти, менеджери — 12,2 %, виробництво — 11,8 %.